# فاروق‌آباد، شیخوپوره
فاروق‌آباد (به انگلیسی: Farooqabad) یک شهر در پاکستان است که در ناحیه شیخوپوره واقع شده‌است. فاروق‌آباد ۹۵٬۵۶۶ نفر جمعیت دارد و ۲۱۰ متر بالاتر از سطح دریا واقع شده‌است.